# Vater und die Kur
Vater und die Kur ist ein Zeichentrickfilm des DEFA-Studios für Trickfilme von Werner Kukula aus dem Jahr 1972.

## Handlung
Während einer Reihenuntersuchung stellt der untersuchende Arzt mehrere Defizite an der Gesundheit des Vaters einer Familie fest, weshalb er ihm eine Kur verschreibt.
Wie wichtig diese Entscheidung ist, zeigt sich bereits daran, dass der Vater nicht in der Lage ist, selbstständig zum Bahnhof zu gehen und in den Zug zu steigen, da er einfach zu dick und unbeweglich ist. Am Frühsport des ersten Kurtages nimmt er nur halbherzig teil und verschwindet gleich wieder, um im naheliegenden Wald eine Zigarette zu rauchen. Den Vormittag verbringt er mit Behandlungen, um anschließend zum Mittagessen zu gehen. Der Patient vor ihm, ein sehr schlanker Mann, bekommt zwei Hühnerkeulen,  während für ihn nur Rohkost durch die Klappe gereicht wird. Das ist für den Vater Anlass genug, das Heimgelände zu verlassen und in einer nahegelegenen Gaststätte ein Eisbein zu essen, wozu es auch das dazugehörige Bier gibt.
Die folgende medizinische Auswertung seiner Daten geben dem Kurarzt Rätsel auf. Doch bereits am Abend trifft sich der Vater schon wieder mit Gleichgesinnten, um mit härteren alkoholischen Getränken, dem Kartenspiel zu huldigen. Es ist bereits dunkel, als eine junge Frau unter seinem Fenster vorbei läuft. Der Vater zieht sich sofort seinen Anzug an und klettert an der Regenrinne hinab auf die Straße, um ihr zu folgen. Voller Schreck muss er erkennen, dass es sich bei der jungen Frau um die Krankenschwester handelt, die ihn gleich wieder in sein Bett bringt. 
Dieses Zusammentreffen ist dem Vater sehr peinlich und er hält für die Zukunft alle Regeln des Kurbetriebes ein. Da er nun ein vorbildlicher Patient ist, kehrt er gesundheitlich stabilisiert wieder heim zu seiner lieben Frau.

## Produktion
Vater und die Kur wurde für die Zeichentrickserie Vater und Familie auf ORWO-Color gedreht und hatte am 16. Juni 1972 seine Premiere.
Die Dramaturgie lag in den Händen von Rudolf Thomas und die Animation übernahmen Helmut Barkowsky, Werner Kukula, Manfred Lau, Karl Seidel, Herbert Kneschke sowie Evelyn Köhler.